# 美国制裁中兴事件
美国制裁中兴事件，是指美国商务部于2018年4月16日宣布7年内禁止美國企业向中国的电信设备制造商中兴通讯公司销售零件及其后续事件。
事情實際上發端於2012年，美國商務部對中興送往伊朗的貨物開啟調查。根據路透社披露，此後一位曾被中興聘用的美國律師向美國FBI告密，使美國掌握「鐵證」，中興否認且沒有配合的行為使美方對等祭出重罰，但後來此次制裁並未徹底執行，並以和解作收。本次事件导火線則是中兴通讯在2017年3月與美國商務部達成和解協議前後、於2016年11月30日和2017年7月20日（函件標記日期）呈交美國政府函件中表示將會懲處或已懲處多名涉及違反美國出口禁令的員工，但是中興對其中多人的懲處一直延後未有作為，直至美方於2018年2月查詢後始執行，中興作出虛假陳述及違反和解協議被美方查獲，使得中興於2018年又被封殺，而且加碼至禁用所有美國元件七年時間，然而第二次制裁具有爭議，因為原因僅為未處罰35名員工屬實，那麼美國應當繼續執行和解協議中暫緩的3億美元罰款，美卻對中興實施全面禁售，其目的是在兩國貿易爭端中取得籌碼。對於美國不惜下重手，分析除了批評此次中興自作自受的失誤外，因為信用問題受到法律制裁，顯見中興等許多企業中缺乏合規的管理機制，中國人也低估了美國實力與訴訟能力，僥倖心態應該警醒改變。
2018年5月下旬，外界估計中興通訊因為美國制裁而造成的損失至少有200億人民幣。2018年7月13日，在中興通訊繳交14億美元罰款及保證金並宣布將展開檢討後，美國商務部正式解除對該公司的出口禁令，中興可以重新向美國公司購買零件，恢復正常生產，事件正式結束。

## 事件经过

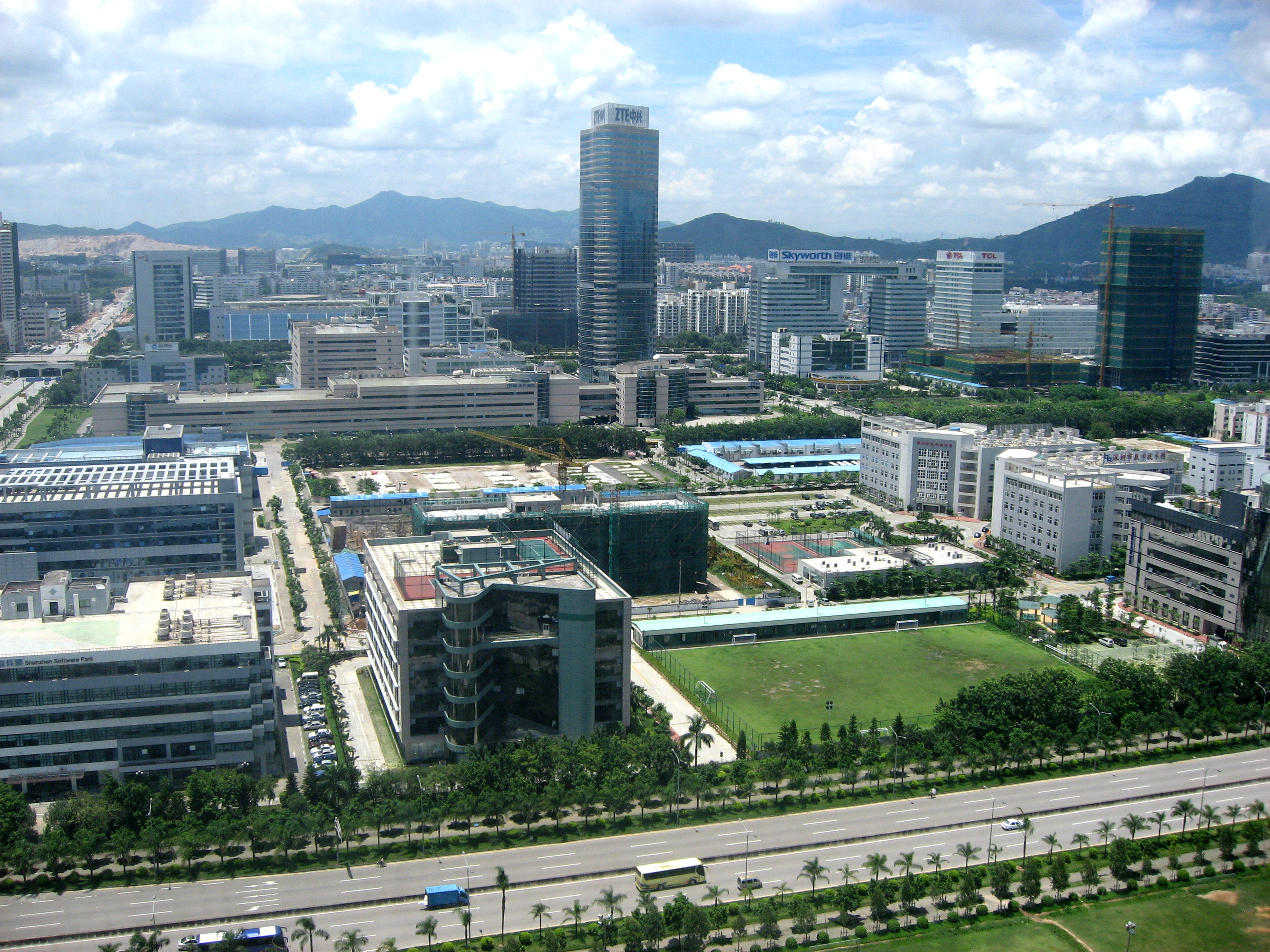
中兴通讯深圳总部

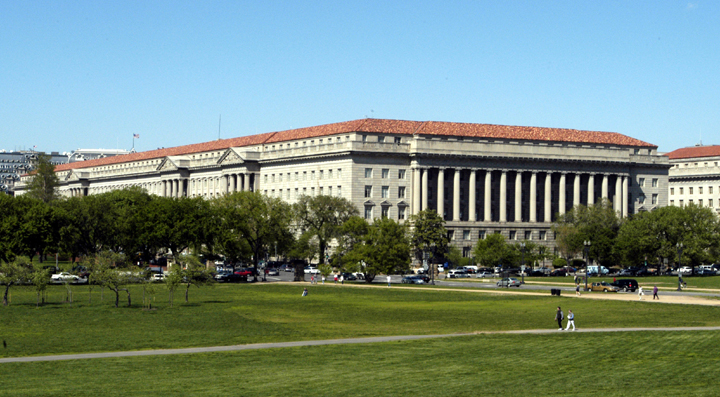
美国商务部总部

### 第一次危機
2010年6月10日，联合国安理会就伊朗核问题通过1929号决议，决定对伊朗展開第四轮制裁。在随後的6月16日，美国单方面公布对伊朗實施出口禁令，其中包括美国生产的可军民两用的零件。
2012年中兴通过签订合同方式，将一批混有美国科技公司软硬件的产品出售给伊朗最大电信营运商伊朗电信（TCI）。此举違反了美国对伊朗的出口禁令，遭到美国商务部调查。
中興通訊曾經建立一份名為《進出口管制風險規避方案─以YL為例》的內部「機密文件」，詳細說明如何透過轉手貿易等違法行為逃避美國的出口禁令。該文件和另一份名為《关于全面整顿和规范公司出口管制相关业务的报告》的內部文件後來成為美國商務部指控中興通訊的重要證據。
2016年3月7日，美国商务部公布最后调查结果和意见，以违反美国出口管制法规为由将中兴通讯等中国企业列入“实体清单”，对中兴采取限制出口措施。
2017年3月7日，時隔一年，中兴通讯与美国商务部达成和解，中兴通讯同意支付约8.9亿美元罚金，中兴通讯将从限制出口的名单中删除。此外，美国商务部工业暨安全局对中兴通讯执行的3亿美元罚款，若中兴通讯于七年暂缓期内確切履行与美国商务部工业暨安全局达成的协议要求事项后，可豁免支付。人员安排上，中兴通讯承诺解雇4名高级雇员，并通过减少奖金或处罚等方式处罚35名员工。

### 第二次危機
2018年3月，中兴通讯承认，该公司只解雇了4名高级雇员，而直至2018年2月仍未有向另外35名员工發出申誡信，而且該35人除1人外其餘均獲發2016年奖金全數。4月16日，美國商務部指稱中興通訊对涉及历史出口管制违规行为的某些员工未及时扣减奖金和发出申誡信，等同在2016年11月和2017年7月呈交美國政府函件中作出虛假陳述，宣布出口禁令再次啟動。对此中兴通讯在4月20日发表声明，认为美国商务部制裁“极不公平，我们不能接受”，同时表示公司已经成立总裁直接领导的合规管理委员会，并要求每个员工重新学习欧美法律、法规、反贿赂等知识，参加合规考试，且要达到100分（满分）才算通过。中国国资委研究中心王绛4月20日发文称：中兴通讯在欧美国家缺乏法律意识和保密意识，相关应对行为非常愚蠢和被动。
2018年4月19日，英特尔公司宣布接受美国商务部的命令，将会遵守相关法律规定。高通公司对此表示不作回应。
2018年4月25日，有消息称中兴通讯被禁止与英特尔、高通等公司进行交谈和技术交流。2018年5月6日，中興通訊表示已正式向美国商务部工业和安全局申請暂停执行拒绝令。
2018年5月9日，中興通訊發佈公告，表示「受拒絕令影響，本公司主要經營活動已無法進行」。5月14日，美国总统特朗普发表推文表示“会同习近平合作，致力于让中兴恢复营业”。5月15日，32名民主黨參議員聯署信件，批評特朗普「不顧美國勞工和國家安全，以中國利益為先」。5月17日，美國眾議院撥款委員會一致同意在一項撥款法案中加入條款，维持对中兴的制裁处罚。
2018年5月22日，川普在白宫会见媒体时表示，初步确定对中兴通讯处以13亿美元巨额罚款以及更换公司领导层和董事会的处罚，作為放鬆对该公司长达七年禁令的條件。同日美國参议院银行业委员会以压倒性多数通过一份修正案，限制总统川普放鬆对中兴通讯的制裁。这份修正案由马里兰州的联邦参议员克里斯·范荷倫提出，附加在参议院银行业委员会正在审议的有关改革美国外国投资委员会的立法草案中。根据该修正案，总统川普在放鬆对中兴通讯的制裁前，必须首先向国会证明，中兴的确遵守了美国的法律。2018年5月25日，美国商务部就解除对中兴通讯的销售禁令通报美国国会，美国商务部拟有条件解除限制美国公司向中兴通讯出售配件和软件产品的禁令。

#### 整改
2018年6月7日，美國商務部長威尔伯·罗斯表示美國政府已與中興通訊達成和解協議，中興將被罰款10億美元，並需於協議期內在第三方留存4億美元保證金，在30天內更換董事會和管理層，以及容許美方指定人員加入公司合規團隊，作為美國政府解除拒絕令的條件。同日4位跨黨派參議員在審議中的《2019年度国防授权法案》加入新的修正案，禁止美國所有政府機構購買或租賃中興、华为及其下屬或子公司之通訊設備產品和服務，同時禁止美國政府利用提供補助及貸款方式來資助中興、華為及其下屬或子公司，並且恢復對中興通訊違反出口管制所施加的懲罰。
2018年6月12日，中興通訊宣佈其A股和H股將於6月13日在交易所恢復買賣。6月18日，美国参议院表決維持制裁中興通訊的《2019年度国防授权法案》，以85票支持和10票反對通過。
2018年6月29日，中興通訊董事會原有14名董事全數辭職。7月3日，美国商务部发布公告，宣布从即日起至2018年8月1日，部分解除对中国中兴通讯公司的出口禁令。这份公告的授权对象是已经与中兴通讯开展业务的公司。这些公司销售给中兴通讯的产品必须只用于以下方面：第一是支持现有网络和设备的持续运行，其次是支持现有的手机，第三是用于网络安全研究和漏洞披露。除此之外，交易资金必须在美国商务部授权的机构间转移。
2018年7月13日，在中興通訊繳交14億美元罰款及保證金後，美國商務部正式解除對該公司的出口禁令，中興可以重新向美國公司購買零件，恢復正常生產。不過，美國商務部長威爾伯·羅斯強調，美國會持續密切觀察中興行動是否均遵循本國法律法規，若未來發生其他違規事件，中興會被禁售長達10年。
2018年7月20日，美國参众两院军事委员会负责协调《2019年度国防授权法案》的参众议员达成协议，同意删除参议院版本中有关恢复对中兴禁售令的修正案。該協調版本於7月下旬在眾議院以359票對54票獲得通過，並於8月1日在參議院以87票對10票獲得通過。8月24日，美國商務部宣布，委任前聯邦檢控官霍華德（Roscoe Howard）入主中興出任合規代表，作為早前撤銷禁運的條件之一。其將於中興內部率領合規團隊，防止中興出售含有美國零部件的產品往伊朗等受制裁國家。

### 後續
2022年3月23日，中兴通讯发布公告稱：公司于美国时间3月22日收到法院判决，裁定該公司的缓刑期将于原定的2022年3月22日（美国时间）届满，且不附加任何处罚，并确认监察官任期将于原定的2022年3月22日（美国时间）结束。路透社同時报道，美国一名法官3月22日裁定，中国电信设备制造商中兴通讯应被允许结束其2017年认罪后的五年合规观察期。这一裁决是在该公司因非法向伊、朝输送美国技术而接受五年合规观察的最后一天做出的。

## 影响
2019年3月，中興通訊公布2018年度虧損69.83億元人民幣，與2017年度盈利45.68億元比較，相差超過100億元。
舆论认为，美国之所以能够封杀中兴，归根结底是因为中兴大量芯片供应依赖于美国芯片企业，一旦断绝供应后，中兴业务将受到巨大打击，库存芯片数量只能维持2个月的订单量。中兴事件对中国跨国企业界产生了持续影响。讓人開始質疑，中國在半導體產業的高階晶片製造技術過於落後其他國家（例如：美國、韓國），以及中國製造2025的可行性。中国社会意识到了自己在芯片自主研发领域的短板，其中主要是对中国“无芯”、“缺芯”现状进行呼吁。
2018年4月，阿里巴巴集团宣布全资收购系统级芯片制造商杭州中天微系统有限公司（中天微）。同年4月25日，马云在日本早稻田大学回应此事称，阿里巴巴进军芯片研发领域，不仅是因为美国制裁中兴事件，也是为研发普惠芯片。此外阿里巴巴相继入股投资了寒武纪、Barefoot Networks、深鉴、耐能、翱捷科技等五家芯片公司。
2018年4月26日，格力电器在公布2017年年度业绩的同时，宣布当年不分红。股东大会上，董明珠表示格力集团高管受美国封杀中兴事件触动，决定投资成立芯片产业。8月14日，格力电器成立全资子公司珠海零边界集成电路有限公司，由董明珠亲自挂帅，她豪言“500亿砸出芯片”。

## 外部連結
- 美國商務部2018年4月拒絕令原文（页面存档备份，存于）（英文）